# Charoen Sirivadhanabhakdi
Charoen Sirivadhanabhakdi (în thailandeză เจริญ สิริวัฒนภักดี, în chineză 苏旭明; n. 2 mai 1944, Bangkok, Thailanda) este un om de afaceri și investitor thailandez, descendent al unei familii de imigranți chinezi.
El este fondatorul grupului Thai Beverage și președintele conglomeratelor TCC Group⁠(d) și Fraser and Neave, Ltd⁠(d) (F&N). Familia Sirivadhanabhakdi este în prezent cel mai mare proprietar de terenuri și dezvoltator imobiliar din Thailanda, deținând o suprafață de 630.000 de rai⁠(d) (101.000 ha; 250.000 acri), plus numeroase clădiri și spații comerciale din Singapore. Charoen deține, de asemenea, 50 de hoteluri în Asia, SUA, Marea Britanie și Australia, inclusiv Plaza Athénée⁠(d) din Manhattan (New York, SUA) și The Okura Prestige⁠(d) din Bangkok. În anul 2020 revista americană de afaceri Forbes estima averea sa netă la 10,5 miliarde de dolari.
În 1988 regele Bhumibol al Thailandei a acordat familiei omului de afaceri numele thailandez „Sirivadhanabhakdi”.

## Biografie

### Tinerețea
S-a născut la 2 mai 1944 într-o familie de chinezi thailandezi⁠(d), fiind al șaselea din cei unsprezece copii ai unui vânzător stradal sărac, originar din orașul Shantou⁠(d) (situat în sudul Chinei), care emigrase din China în Thailanda și se stabilise în orașul Bangkok. Tatăl său, Tae Seumeang, a vândut clătite și apoi midii în cartierul Chinatown⁠(d) al capitalei Thailandei, iar mama sa se numea Soul Laeng. Numele chinezesc al lui Charoen este Su Xuming (în chineză simplificată: 苏旭明; chineză tradițională: 蘇旭明; pinyin: Sū Xùmíng). La fel ca multe alte familii de imigranți chinezi, familia Su a adoptat ulterior un nume de familie thailandez, Srisomburananont. Charoen a vorbit în familie teochew⁠(d), dialectul său nativ chinez, precum și thailandeza.
Charoen a învățat la Școala Puey Eng din Bangkok, dar a fost nevoit să abandoneze studiile la vârsta de nouă ani (sau, după altă sursă, la unsprezece ani) pentru a munci și a-și ajuta astfel familia. A vândut un fel de bilete de tombolă, cu bibelouri ca premii, copiilor din cartier, a închiriat cărți și a lucrat ca vânzător stradal. Mai târziu, în 1961, a fost angajat în cadrul companiei Pan-Inter, unul dintre distribuitorii mari de whisky Mekhong și a lucrat apoi pentru Surathip Group, singurul concurent rămas al companiei Suramaharatsadon Group a lui Uthen Suramaharatsadon pe piața băuturilor alcoolice distilate din Thailanda. A preluat ulterior ambele companii: Surathip în 1982 și Suramaharatsadon în 1987. A fost cunoscut până în 1988 sub numele de Khun Charoen.

### Cariera de afaceri
Charoen și-a început cariera de om de afaceri în anul 1972 prin înființarea companiei Thai Charoen Corporation⁠(d) (TCC) și aprovizionarea cu diferite produse a distileriilor de stat, care fabricau whisky thailandez pe bază de melasă. Companiile thailandeze de fabricare a băuturilor alcoolice erau monopol de stat la acea vreme. În această perioadă Charoen și-a construit relații și a început să înțeleagă afacerile din industria băuturilor alcoolice. Prin contactele pe care le-a stabilit, el a reușit să dobândească o licență care i-a permis să-și producă propriile băuturi alcoolice. Toată producția de băuturi alcoolice era deținută de stat la acea vreme, dar, cu ajutorul acelei licențe, compania sa, Thai Charoen Corporation (TCC), a reușit să obțină drepturi comerciale asupra a 15% din piața băuturilor alcoolice din Thailanda.
Restul de 85% a licențelor de stat pentru producerea băuturilor alcoolice au fost scoase la vânzare prin licitații în 1985, iar guvernul a cerut companiilor interesate să plătească în avans și să-și asume angajamentul de a moderniza 12 distilerii. Charoen a reușit să obțină un împrumut de 200 de milioane de dolari, girat cu stocurile sale masive de băuturi alcoolice, și, la scurt timp, a câștigat toate licențele oferite de stat. Obținând un monopol asupra băuturilor spirtoase distilate într-o perioadă în care statul impunea taxe prohibitive asupra importurilor, compania TCC a putut plăti redevențe și accize de 550 de milioane de dolari autorităților financiare naționale în 1987, adică 5% din bugetul Thailandei la acea vreme. Doisprezece ani mai târziu, în 1999, Charoen a reușit să adune 500 de milioane de dolari prin obținerea de împrumuturi și emiterea de obligațiuni și a câștigat licitația pentru privatizarea tuturor celor 12 distilerii deținute de stat.

#### Bere
În 1991, odată cu începerea unei noi faze de liberalizare a economiei, Charoen s-a asociat cu grupul danez producător de bere Carlsberg pentru a intra pe piața berii din Thailanda, aflată în creștere și dominată la acea vreme de compania Boon Rawd Brewery⁠(d), fondată în 1933, care producea berea Singha⁠(d). Trei ani mai târziu, profitând de cunoștințele dobândite de la grupul Carlsberg, el a început să-și producă propria bere, denumită „Chang” (cuvântul thailandez pentru „elefant”). În următorii cinci ani, ca urmare a prețului său mai redus, berea Chang a ajuns să dețină o cotă de 60% din piața locală, fiind cumpărată în special de membrii clasei muncitoare thailandeze și de locuitorii din zonele rurale. Eclipsat în mare parte ca urmare a concurenței făcute de berea Chang, grupul Carlsberg s-a retras din joint venture în 2003, susținând că Beer Thai Company nu și-a îndeplinit obligația contractuală de a investi capitalurile convenite, și a denunțat acordul de licență pentru producerea și comercializarea berii Carlsberg. Charoen a dat în judecată grupul danez, acuzându-l că nu și-a îndeplinit angajamentul asumat și cerând despăgubiri de 2,5 miliarde de dolari, dar, în urma arbitrajelor organizate la Londra și Bangkok, a obținut doar 120 de milioane de dolari în 2005. Acțiunile grupului danez au fost cumpărate de compania Beer Thai.
Încercarea lui Charoen de a lista compania ThaiBev pe Bursa de Valori din Thailanda (SET) în 2005 a declanșat proteste din partea grupurilor budiste și a unor reprezentanți ai societății civile thailandeze din cauza preocupărilor cu privire la pericolul creșterii consumului de alcool. Protestele grupurilor budiste au reușit să împiedice listarea companiei ThaiBev pe bursa thailandeză, care interzice listarea acțiunilor companiilor producătoare de băuturi alcoolice. În cele din urmă, Charoen a listat ThaiBev pe Bursa de Valori din Singapore în anul 2006. Încercările ulterioare de listare a companiei pe bursa din Bangkok au eșuat din nou, iar ThaiBev a anunțat în 2010 că nu mai este interesată să fie listată la Bangkok.

#### Imobiliare
Charoen a cumpărat în 1994 grupul hotelier Imperial Group de la Akon Huntrakun și a contribuit la extinderea grupului în Thailanda și în străinătate. În perioada crizei financiare din 1997 a achiziționat un număr mare terenuri și proprietăți la prețuri mici (spre exemplu, a cumpărat doar în orașul Chiang Mai două hoteluri (Chiang Inn Plaza și Suriwong), centrul comercial Anusan Market și o parcelă de teren pe malul unui râu).
La începutul anilor 2000 s-a extins tot mai mult în afacerile imobiliare prin înființarea companiei TCC Land Co. Ltd. Această companie a devenit unul dintre cei mai mari dezvoltatori imobiliari din Thailanda, construind și dezvoltând spații rezidențiale, turistice și comerciale, implicându-se în administrarea proprietăților, activități logistice și agro-business și achiziționând participații în cadrul mai multor fonduri imobiliare din Thailanda și Singapore. Activitățile de dezvoltare ale TCC Land s-au concentrat, încă de la înființarea sa, în primul rând pe Thailanda și au făcut ca familia Sirivadhanabhakdi să devină acum cel mai mare proprietar de terenuri din țară, controlând 630.000 de rai⁠(d) de teren în iunie 2014, o suprafață de peste trei ori mai mare decât cea deținută de al doilea mare proprietar de terenuri din Thailanda și de aproximativ 21 de ori mai mare decât cea deținut de Agenția Domeniilor Coroanei⁠(d) a familiei regale. TCC Land deține, de asemenea, mai multe proprietăți în străinătate, care sunt administrate de TCC Land International Co., Ltd., inclusiv participații în SUA, Marea Britanie, Australia, Japonia, China și mai multe țări din Asia de Sud-Est.
La începutul anului 2013 Charoen a câștigat un război de oferte pentru achiziționarea conglomeratului industrial Fraser and Neave, Ltd.⁠(d) din Singapore, care deține proprietăți în întreaga Asie, precum și afaceri cu băuturi răcoritoare, oferind 11,2 miliarde de dolari, sumă ce a acoperit în principal datoriile conglomeratului. El a primit finanțare pentru această afacere, cea mai mare tranzacție de fuziune și achiziție realizată în Asia în 2012, de la un grup de bănci, printre care United Overseas Bank, Ltd⁠(d) și DBS Bank, Ltd⁠(d) din Singapore. Numărul total de acțiuni F&N deținute de grupul lui Charoen — TCC Assets and Thai Beverage — se ridică la 1,19 miliarde, reprezentând o participație de aproximativ 83%, la 14 februarie.
În aprilie 2017 Charoen a anunțat proiectul unei noi dezvoltări imobiliare (intitulate One Bangkok⁠(d)) de 3,5 miliarde de dolari – ceea ce reprezintă cea mai mare dezvoltare imobiliară din sectorul privat din Thailanda până în prezent – pe un teren de 104 rai, situat la intersecția bulevardelor Rama IV⁠(d) și Witthayu⁠(d) vizavi de Parcul Lumphini⁠(d). Acest proiect include construirea de spații de birouri, comerciale, rezidențiale, hoteluri și un spațiu public dedicat artei, dezvoltat în comun de TCC Assets și Frasers Property⁠(d) pe o suprafață de 1,83 milioane m2. Finalizarea acestui proiect este preconizată a avea loc în anul 2025.

#### Sport
Charoen a încercat să cumpere clubul englez de fotbal FC Liverpool în anul 2004, dar încercarea sa a eșuat. La sfârșitul anului 2015 au apărut zvonuri că Charoen era pe punctul de a finaliza preluarea echipei engleze din Premier League Everton, club pe care marca de bere Chang îl sponsoriza din 2004.

#### Vânzări cu amănuntul
La 7 februarie 2016 TCC Group⁠(d) a anunțat că va cumpăra un pachet de control de 58,6% din operatorul thailandez de hipermarketuri Big C⁠(d) Supercenter pentru 3,1 miliarde de euro de la Groupe Casino⁠(d) din Franța. Big C este al doilea cel mai mare operator de hipermarketuri din Thailanda, după unitatea thailandeză a grupului britanic Tesco, și are o capitalizare de piață de 163,25 miliarde de bahți⁠(d) (4,6 miliarde USD). Achiziția Big C de către Charoen ar spori prezența magnatului pe piața vânzărilor cu amănuntul din Thailanda. Compania Berli Jucker⁠(d) PCL (BJC), filiala de retail a grupului TCC, a achiziționat acel pachet de control prin intermediul a două companii subsidiare: BJC Supercenter Co (32,1%) și Sampunsamer Co (26,45%). Această achiziție s-a ridicat la suma de 6,2 miliarde de dolari.

## Acuzații de abuzuri

### Legături cu fostul prim-ministru al Thailandei
Prem Tinsulanonda, fost general, prim-ministru al Thailandei (1980–1988) și președinte al Consiliului Privat al Regelui⁠(d) (1998–2019), care a făcut parte din consiliul de administrație al ThaiBev la începutul anilor 2000, a ajutat la salvarea companiei Surathip Group a lui Charoen (distribuitoare a berii Chang) în 1986. Compania datora la acea vreme 14 miliarde de bahți (aproximativ 450 de milioane USD) băncilor și 6 miliarde de bahți (aproximativ 190 de milioane USD) statului înainte ca Tinsulanonda să intervină pentru a ajuta compania să obțină un monopol asupra băuturilor distilate prin restructurarea contractelor pentru reduce „poverile” financiare. Chang a fost clasificat, de asemenea, drept „marcă economică”, ceea ce însemna că era supusă unor accize mai mici. Acest scandal a devenit public la începutul anilor 2000.

### Protejarea intereselor comerciale
Charoen a dobândit o influență tot mai mare în urma crizei financiare asiatice din 1997, atunci când a reușit să salveze sute de companii thailandeze pline de datorii, dar care aveau conexiuni politice. Charoen s-a folosit de aceste legături politice pentru a-și spori dominația asupra industriei alcoolului din țara sa. Astfel, el a reușit să facă presiuni împotriva liberalizării pieței locale a whisky-ului la sfârșitul anilor 1990 și începutul anilor 2000, blocând încercările de modificare a legilor concurenței în 1999. Liberalizarea pieței thailandeze a băuturilor alcoolice a adus o serie de reglementări dure de mediu care au creat obstacole mari în calea intrării unor noi rivali pe piața băuturilor alcoolice. Ajutorul oferit în timpul crizei financiare i-a adus, de asemenea, un anumit nivel de protecție împotriva criticilor din mass-media: un program de la un post de radio controlat de militari a fost, de exemplu, eliminat din grilă după ce a difuzat un raport nemăgulitor despre Charoen, care includea acuzații de evaziune fiscală.
Mai mulți concurenți au protestat împotriva unora dintre activitățile lui Charoen. Compania Boon Rawd Brewery⁠(d), producătoarea berii Singha, s-a plâns Departamentului de Promovare a Practicilor Comerciale Echitabile din Thailanda în octombrie 2000 cu privire la politica de dumping practicată de Charoen prin punerea în vânzare a unor produse ieftine cu scopul de a-i falimenta pe concurenți. Charoen a fost avertizat că acțiunile sale sunt „nepotrivite”; cu toate acestea, departamentul a emis în cele din urmă o decizie în favoarea sa, susținând că nicio lege nu a fost încălcată din moment ce reglementările cu privire la această problemă nu fuseseră încă finalizate. Ministrul comerțului din Thailanda nu a participat la deliberări, iar detaliile discuțiilor nu au fost niciodată făcute publice.

## Viața personală
Charoen Sirivadhanabhakdi s-a căsătorit la 26 noiembrie 1971 cu Khunying Wanna (1943–2023), fiica lui Jiew Yoong Seng (fostul președinte al Maha Thanakit Finance and Securities Co. și vicepreședinte al First Bangkok City Bank), și au avut împreună cinci copii: Atinant (n. 1972), Wallapa (n. 1974), Thapana (n. 1975), Thapanee (n. 1976) și Panote (n. 1977). Fiica cea mai mare, Atinant Bijananda, conduce, împreună cu soțul ei, compania Southeast Insurance and Finance Group, fiul cel mai mare, Thapana Sirivadhanabhakdi, este acum directorul general al companiei ThaiBev, iar fiica mijlocie, Wallapa Traisorat⁠(d), este directorul general și președintele Asset World Corporation și conduce în același timp compania imobiliară TCC Land. Fiul cel mai mic, Panote Sirivadhanabhakdi, este membru al comitetului executiv al consiliului de administrație al conglomeratului F&N și coordonează proiectul de dezvoltare One Bangkok. Fiica cea mică, Thapanee Techajareonvikul, este director executiv, iar soțul ei, Aswin Techajareonvikul, director general și președinte al companiei Berli Jucker⁠(d), filiala de retail a grupului TCC.
Omul de afaceri chinez thailandez este un adept al budismului, precum și un filantrop activ. A donat mulți bani pentru educație, îngrijirea sănătății și sprijinirea culturii. A contribuit la refacerea picturii murale din cel mai mare templu din Bangkok, Wat Pho, și a donat peste 500.000 de dolari pentru dotarea cu echipament medical și materiale a spitalelor din Thailanda în perioada 2004–2009, fiind înscris în anul 2009 de revista Forbes în lista a 48 de filantropi din 20 de țări.

## Decorații și alte onoruri
Decorații regale thailandeze:
- Marele Cordon de Cavaler (clasa specială) al Ordinului „Elefantul Alb”⁠(d)[2][42][43]
- Marele Cordon de Cavaler (clasa I) al Ordinului „Coroana Thailandei”⁠(d)[2][42][43]
- Cavaler Comandor (clasa a II-a, gradul inferior) al Ordinului Chula Chom Klao⁠(d)[2][42][43]
- Marea Cruce de Cavaler (clasa I) a Ordinului Direkgunabhorn⁠(d)[2][42][43]

Doctorate onorifice:
- Universitatea Maejo⁠(d)[2][43]
- Universitatea Huachiew Chalermprakiet⁠(d)[2][43]
- Universitatea din Asia de Est[2][43]
- Universitatea Mae Fah Luang⁠(d)[2][43]
- Universitatea Chandrakasem Rajabhat⁠(d)[2][43][44]
- Universitatea de Tehnologie Rajamangala⁠(d)[43]
- Universitatea Camerei de Comerț a Thailandei⁠(d)[43]

### Onoruri străine
- Comandor onorific al Ordinul de Loialitate față de Coroana Malaeziei⁠(d) (P.S.M.) (2017). Beneficiarul acestei decorații primește titlul Tan Sri și soția sa pe cel de Puan Sri.[45]